# Elena Hennig
Elena Hennig, geboren als Elena Chitchko (* 22. August 1977 in Minsk) ist eine ehemalige belarussisch-deutsche Basketballspielerin.

## Laufbahn
Die belarussische Nationalspielerin lief ab 1995 für den VfL Bochum in der 1. Damen-Basketball-Bundesliga auf. 1998 wechselte sie innerhalb der Liga zu City Basket Berlin. Nach einem Jahr in der Hauptstadt heuerte sie in Chemnitz an und spielte somit weiterhin in der Bundesliga. Im Spieljahr 2000/2001 stand die 1,76 Meter messende Flügelspielerin wieder in Bochumer Diensten in der höchsten deutschen Spielklasse. Mittlerweile unter dem Namen Elena Hennig war sie ab 2003 mit dem BBV Leipzig in der Bundesliga vertreten. Hennigs Stärken lagen insbesondere im Distanzwurf. 2005 wechselte sie zur HSG Mittweida in die Landesliga. Ende Januar 2008 ging sie von Mittweida zu den ChemCats Chemnitz und damit in die Bundesliga zurück. Dort spielte sie bis zum Ende der Saison 2007/08 und danach wieder in Mittweida als Spielertrainerin. Hennig war an der Hochschule Mittweida als Diplom-Sportlehrerin tätig.